# Anton Wilhelm von Cetto
Anton Wilhelm von Cetto (Vienna, 26 gennaio 1835 – Roma, 15 febbraio 1906) è stato un diplomatico e nobile tedesco.

## Biografia
Anton Wilhelm von Cetto nacque a Londra nel 1835, figlio dell'allora ambasciatore bavarese alla corte di san Giacomo, August von Cetto (1794-1879) e di sua moglie, l'inglese Elisabeth Catharine Burrows (1804-1880). Egli era inoltre nipote del diplomatico e statista bavarese Anton von Cetto (1756-1847) che operò nel Palatinato-Zweibrücken e poi nel Regno di Baviera.
Cetto intraprese inizialmente la carriera militare sulla scia del nonno materno, colonnello dell'esercito inglese. Nel 1853 entrò ad ogni modo al servizio dell'esercito bavarese e divenne aiutante di campo del re Massimiliano II di Baviera. Nel 1863 venne promosso tenente, ma abbandonò poco dopo tale carriera a favore di quella diplomatica secondo le tradizioni della sua famiglia. Nel 1866, divenne segretario di legazione e dal 1872 consigliere di legazione presso l'ambasciata bavarese presso la Santa Sede. Dal 1883 sino alla propria morte, fu ministro plenipotenziario presso il papa per conto del governo bavarese, che nel frattempo lo nominò anche consigliere di stato (1890) e gli concesse il titolo di "eccellenza" (1892).
Nel 1862 Anton Wilhelm von Cetto sposò Karoline von Pfeffel, figlia del barone Karl von Pfeffel e di sua moglie Karoline, Rottenburg (1805-1872), figlia naturale del principe Paolo Federico di Württemberg. Il padre di Karl von Pfeffel, Christian Hubert von Pfeffel (1765–1834), era stato chargée d'affaires bavarese a Londra e poi a Parigi. Una delle sorelle della moglie di Cetto aveva sposato Friedrich Joseph Fabrizio Evaristo von Pocci (1838-1899), figlio dell'artista conte Franz von Pocci (1807-1876). L'altra sorella della moglie era sposata con Carl von Tauffkirchen-Guttenburg il quale fu anch'egli inviato del regno di Baviera presso la Santa Sede sino al 1874.

## Antenati
|                              |                 |                                    | Genitori                            |  |  | Nonni |  |  | Bisnonni              |  |  | Trisnonni               |  |
|                              |                 |                                    |                                     |  |  |       |  |  | Franz Anton von Cetto |  |  | Antonio Maria von Cetto |  |
|                              |                 |                                    |                                     |  |  |       |  |  | Franz Anton von Cetto |  |  | Antonio Maria von Cetto |  |
|                              |                 | Anna Maria Traize                  |                                     |  |  |       |  |  | Franz Anton von Cetto |  |  |                         |  |
| Anton von Cetto              |                 |                                    |                                     |  |  |       |  |  | Franz Anton von Cetto |  |  |                         |  |
|                              |                 | Elisabeth Bogard                   | Henri Bogard                        |  |  |       |  |  |                       |  |  |                         |  |
|                              |                 | Elisabeth Bogard                   | Henri Bogard                        |  |  |       |  |  |                       |  |  |                         |  |
|                              |                 | Elisabeth Bogard                   | Catharina Stoss                     |  |  |       |  |  |                       |  |  |                         |  |
| August von Cetto             |                 | Elisabeth Bogard                   |                                     |  |  |       |  |  |                       |  |  |                         |  |
|                              |                 | Hubert Martin Cazin                | ?                                   |  |  |       |  |  |                       |  |  |                         |  |
|                              |                 | Hubert Martin Cazin                | ?                                   |  |  |       |  |  |                       |  |  |                         |  |
|                              |                 | Hubert Martin Cazin                | ?                                   |  |  |       |  |  |                       |  |  |                         |  |
| Marie Anne Henriette Cazin   |                 | Hubert Martin Cazin                |                                     |  |  |       |  |  |                       |  |  |                         |  |
|                              |                 | Françoise Duhamel                  | ?                                   |  |  |       |  |  |                       |  |  |                         |  |
|                              |                 | Françoise Duhamel                  | ?                                   |  |  |       |  |  |                       |  |  |                         |  |
|                              |                 | Françoise Duhamel                  | ?                                   |  |  |       |  |  |                       |  |  |                         |  |
| Anton Wilhelm von Cetto      |                 | Françoise Duhamel                  |                                     |  |  |       |  |  |                       |  |  |                         |  |
|                              | Thomas Burrowes | Robert Burrowes                    |                                     |  |  |       |  |  |                       |  |  |                         |  |
|                              | Thomas Burrowes | Robert Burrowes                    |                                     |  |  |       |  |  |                       |  |  |                         |  |
|                              | Thomas Burrowes | Anne Harris                        |                                     |  |  |       |  |  |                       |  |  |                         |  |
| Thomas Burrowes              | Thomas Burrowes |                                    |                                     |  |  |       |  |  |                       |  |  |                         |  |
|                              |                 | Jane Nesbitt                       | Thomas Nesbitt, scudiere            |  |  |       |  |  |                       |  |  |                         |  |
|                              |                 | Jane Nesbitt                       | Thomas Nesbitt, scudiere            |  |  |       |  |  |                       |  |  |                         |  |
|                              |                 | Jane Nesbitt                       | Jane Cosby                          |  |  |       |  |  |                       |  |  |                         |  |
| Elizabeth Catherine Burrowes |                 | Jane Nesbitt                       |                                     |  |  |       |  |  |                       |  |  |                         |  |
|                              |                 | William Beresford, I barone Decies | Marcus Beresford, I conte di Tyrone |  |  |       |  |  |                       |  |  |                         |  |
|                              |                 | William Beresford, I barone Decies | Marcus Beresford, I conte di Tyrone |  |  |       |  |  |                       |  |  |                         |  |
|                              |                 | William Beresford, I barone Decies | Catherine Power                     |  |  |       |  |  |                       |  |  |                         |  |
| Frances Beresford            |                 | William Beresford, I barone Decies |                                     |  |  |       |  |  |                       |  |  |                         |  |
|                              |                 | Elizabeth Fitzgibbon               | John Thomas FitzGibbon              |  |  |       |  |  |                       |  |  |                         |  |
|                              |                 | Elizabeth Fitzgibbon               | John Thomas FitzGibbon              |  |  |       |  |  |                       |  |  |                         |  |
|                              |                 | Elizabeth Fitzgibbon               | Eleanor Grove                       |  |  |       |  |  |                       |  |  |                         |  |
|                              |                 | Elizabeth Fitzgibbon               |                                     |  |  |       |  |  |                       |  |  |                         |  |